# Trip the Light Fantastic (álbum)
Trip the Light Fantastic (en español: Viajar la luz fantástica; es un modismo que significa moverse bien siguiendo un ritmo) es el tercer álbum de estudio de la cantante de pop británica Sophie Ellis-Bextor. Reportó gran aceptación crítica pero no replicó ese impacto comercialmente.

## Información del álbum
En 2004, Sophie Ellis-Bextor anunció que comenzaría las sesiones de grabación de su tercer álbum, que se materializaron al año siguiente. Mientras tanto, aportó voces al sencillo "Circles (Just My Good Time)", del dúo de electrónica Busface (UK n.º 96).
Trip the Light Fantastic contó con la colaboración de un gran número de productores y compositores: Shelly Poole, Greg Kurstin, Cathy Dennis, Fred Schneider (The B-52's), Xenomania, Hannah Robinson, Dimitri Tikovoi, Dan Gillespie Sells (The Feeling), Liam Howe (Sneaker Pimps) y Kerin Smith (Friends Of The Bride, theaudience). Las sesiones llevaron un año y medio entre 2005 y 2006.
El primer sencillo, "Catch You", se presentó el 19 de febrero  de 2007 (tres meses antes del álbum) y tuvo un considerable impacto crítico y comercial (UK n.º 8). En mayo fue seguido por "Me and My Imagination", que tuvo un impacto menor (UK n.º 23), atribuido a filtraciones y problemas en la distribución. El tercer sencillo, "Today The Sun's On Us" fue lanzado en agosto, con grandes elogios de la crítica pero muy moderado éxito comercial (UK n.º 64). "If I Can't Dance" iba a ser el cuarto sencillo, pero finalmente fue cancelado, permaneciendo como opción de descarga digital en algunos países de Europa continental.

### Recepción crítica y comercial
El álbum tuvo un éxito dispar en los mercados internacionales, llegando al n.º 7 en Reino Unido, n.º 2 en Grecia, n.º 3 en Rusia (certificado Oro) y posiciones mucho menores en el resto de Europa. A pesar de ello, rebició mucho apoyo por parte de los críticos. K. Ross Hoffman de AllMusic le dio 4/5 estrellas y dijo que era "Un bienvenido regreso de una de las voces más distintivas y sofisticadas del dance-pop británico", remarcando a su vez que era su trabajo más dinámico hasta la fecha y un disco "tremendamente disfrutable que se destaca como un brillante ejemplo del estado del arte"
Ellis Bextor comenzó una gira por Reino Unido que planeaba hacer internacional, pero que postergó y finalmente canceló al sumarse como telonera de Take That. 

### Filtraciones en Internet
Tres canciones del álbum se filtraron en Internet. La primera fue "Colour Me In", producida por David Krueger y Per Magnusson, a principios de 2006 y única filtración descartada para lanzamientos oficiales. "If You Go", producida por Xenomania, se filtró a mediados de 2006 pero entró en el álbum y fue sencillo promocional en iTunes en marzo de 2007. "Me and My Imagination", así como algunos remixes y la que sería el b-side de su sencillo, "Move To The Music", aparecieron en internet en enero de 2007.

## Lista de canciones
| N.º | Título                    | Escritor(es)                                            | Productor(es)                             | Duración |  |
| 1.  | «Catch You»               | Cathy Dennis, Greg Kurstin                              | Kurstin                                   | 3:19     |  |
| 2.  | «Me and My Imagination»   | Ellis-Bextor, Matt Prime, Hannah Robinson               | Prime, Jeremy Wheatley*, Brio Taliaferro* | 3:27     |  |
| 3.  | «Today the Sun's on Us»   | Ellis-Bextor, Steve Robson, Nina Woodford               | Wheatley, Taliaferro                      | 4:18     |  |
| 4.  | «New York City Lights»    | Ellis-Bextor, Matt Rowe, Richard "Biff" Stannard        | Rowe, Stannard                            | 3:53     |  |
| 5.  | «If I Can't Dance»        | Ellis-Bextor, Dimitri Tikovoi                           | Tikovoi, Wheatley*, Taliaferro*           | 3:27     |  |
| 6.  | «The Distance Between Us» | Ellis-Bextor, Liam Howe                                 | Howe                                      | 4:26     |  |
| 7.  | «If You Go»               | Ellis-Bextor, Brian Higgins, Miranda Cooper, Tim Powell | Higgins, Xenomania                        | 3:27     |  |
| 8.  | «Only One»                | Ellis-Bextor, Dan Gillespie Sells                       | Tikovoi, Wheatley*                        | 3:46     |  |
| 9.  | «Love Is Here»            | Ellis-Bextor, Sells                                     | Wheatley, Taliaferro                      | 4:35     |  |
| 10. | «New Flame»               | Ellis-Bextor,Tikovoi                                    | Tikovoi, Wheatley*, Taliaferro*           | 2:52     |  |
| 11. | «China Heart»             | Ellis-Bextor, Pascal Gabriel, Robinson                  | Gabriel                                   | 3:44     |  |
| 12. | «What Have We Started?»   | Ellis-Bextor, Gabriel, Robinson                         | Gabriel                                   | 4:08     |  |

| Bonus tracks (Reino Unido y Australia) |                     |                      |          |  |
| N.º                                    | Título              | Productor(es)        | Duración |  |
| 13.                                    | «Can't Have It All» | Wheatley             | 4:08     |  |
| 14.                                    | «Supersonic»        | Wheatley, Taliaferro | 4:03     |  |

| Bonus tracks para iTunes (Reino Unido) |                                                 |               |          |  |
| N.º                                    | Título                                          | Productor(es) | Duración |  |
| 13.                                    | «Me and My Imagination» (StoneBridge Vocal Mix) |               | 7:21     |  |
| 14.                                    | «Catch You» (Moto Blanco Club Mix)              |               | 8:26     |  |

(* – producción adicional)